# آلتو دو نیکه
آلتو دو نیکه (به اسپانیایی: Alto de Nique) یک کوه در پاناما است که در Colombia – Panama border واقع شده‌است. آلتو دو نیکه ۱٬۷۳۰ متر بالاتر از سطح دریا واقع شده‌است.